# Jay Sean
Kamaljit Singh Jhooti (født 26. marts 1981), eller bedre kendt under hans kunsternavn Jay Sean, er en britisk singer-songwriter, rapper, beatboxer og pladeproducer.

## Diskografi
- Me Against Myself (2004)
- My Own Way (2008)
- All or Nothing (2009)
- Neon (2013)

## Filmografi
- Kyaa Kool Hai Hum (2005), sig selv
- Sesame Street (2011), 1 episode